# فيتسانو سول كروستولو
فيتسانو سول كروستولو (بالإيطالية: Vezzano sul Crostolo)‏ هي بلدية في مقاطعة ريدجو إميليا في إقليم إميليا رومانيا الإيطالي.

## السكان
في سنة 1861 بلغ عدد السكان 2٬364 نسمة، وتطور العدد ليصل في سنة 2011 لـ 4٬214 نسمة.
يظهر هذا المخطط البياني تطور النمو السكاني لـ فيتسانو سول كروستولو